# Stephen Ames
Stephen Ames (* 28. April 1964 in San Fernando, Trinidad und Tobago) ist ein Profigolfer der nordamerikanischen PGA TOUR Champions, der sowohl die kanadische als auch von Geburt an die trinidadische Staatsbürgerschaft hat.

## Werdegang
Ames wurde 1987 Berufsgolfer, konnte sich anfangs jedoch nicht für die PGA TOUR qualifizieren, nicht zuletzt wegen einer Nackenverletzung. Er wandte sich der zweitgereihten Ben Hogan Tour zu, wo er 1991 sein erstes Turnier gewann.
Im Herbst 1992 erlangte Ames über die Tour School die Spielberechtigung für die European Tour, auf der er fünf Saisons lang erfolgreich tätig war. Er verzeichnete zwei Turniersiege und erreichte 1996 mit dem 13. Rang seine beste Platzierung in der Geldrangliste.
Ende 1997 schaffte es Ames als Dritter der Q-School, sich für die PGA TOUR zu qualifizieren und spielte sechs Saisons konstant, aber ohne Turniersieg. Im Juli 2004 schaffte er den Durchbruch und holte sich seinen ersten Titel, die Western Open, wobei er ein Weltklassefeld mit Tiger Woods, Vijay Singh und Davis Love III hinter sich ließ. Der Gewinn der höchstdotierten Players Championship 2006 mit dem Rekordvorsprung von sechs Schlägen verhalfen ihm endgültig zum Aufstieg in die Weltelite. Sein Karrierepreisgeld überstieg damit die 10 Mio. $ Marke und in der Golfweltrangliste lag Ames unter den Top 50. Als Caddie hatte er seinen Bruder an der Seite.
Seit seinem 50. Geburtstag im Jahr 2014 spielt Stephen Ames auf der PGA TOUR Champions, auf der er bislang neun Siege errang (Stand Anfang 2025). 
Stephen Ames ist mit seiner Frau Jodi, einer früheren Stewardess, verheiratet. Ihretwegen nahm er 2004 die kanadische Staatsbürgerschaft an und lebt jetzt in Calgary.

## Turniersiege
- 1989 Trinidad and Tobago Open
- 1991  Ben Hogan Pensacola Open (Ben Hogan Tour)
- 1994 Open V33 Grand Lyon (European Tour)
- 1996 Benson and Hedges International Open (European Tour)
- 2004 Cialis Western Open (PGA Tour)
- 2005 Canadian Skins Game (inoffizielles Event)
- 2006 The PLAYERS Championship (PGA Tour), LG Skins Game (inoffizielles Event der PGA Tour)
- 2007 Children’s Miracle Network Classic (PGA Tour), LG Skins Game
- 2009 Children’s Miracle Network Classic (PGA Tour)
- 2017 Mitsubishi Electric Classic (PGA TOUR Champions)
- 2020 Principal Charity Classic (PGA TOUR Champions)
- 2023 Boeing Classic, Principal Charity Classic, Mitsubishi Electric Classic, Trophy Hassan II (alle PGA TOUR Champions)
- 2024 Boeing Classic, Mitsubishi Electric Classic, Chubb Classic (alle PGA TOUR Champions)

## Teilnahmen an Teambewerben
- World Cup (für Trinidad & Tobago): 2000, 2002, 2003

## Resultate bei Major Championships
| Tournament        | 1993 | 1994 | 1995 | 1996 | 1997 | 1998 | 1999 |
| ----------------- | ---- | ---- | ---- | ---- | ---- | ---- | ---- |
| Masters           | DNP  | DNP  | DNP  | DNP  | DNP  | DNP  | DNP  |
| US Open           | DNP  | DNP  | DNP  | DNP  | T68  | DNP  | DNP  |
| Open Championship | T51  | DNP  | DNP  | T56  | T5   | T24  | DNP  |
| PGA Championship  | DNP  | DNP  | DNP  | DNP  | DNP  | DNP  | DNP  |

| Tournament        | 2000 | 2001 | 2002 | 2003 | 2004 | 2005 | 2006 | 2007 | 2008 | 2009 | 2010 |
| ----------------- | ---- | ---- | ---- | ---- | ---- | ---- | ---- | ---- | ---- | ---- | ---- |
| Masters           | DNP  | DNP  | DNP  | DNP  | DNP  | T45  | T11  | T24  | T25  | T20  | DNP  |
| US Open           | DNP  | DNP  | CUT  | DNP  | T9   | T71  | CUT  | T10  | T58  | T10  | CUT  |
| Open Championship | DNP  | DNP  | T69  | DNP  | CUT  | CUT  | T41  | CUT  | T7   | CUT  | DNP  |
| PGA Championship  | T30  | DNP  | WD   | CUT  | T9   | T72  | T55  | T12  | CUT  | T24  | CUT  |

| Tournament        | 2010 | 2011 | 2012 | 2013 |
| ----------------- | ---- | ---- | ---- | ---- |
| Masters           | DNP  | DNP  | DNP  | DNP  |
| US Open           | DNP  | DNP  | T68  | DNP  |
| Open Championship | DNP  | DNP  | CUT  | DNP  |
| PGA Championship  | DNP  | DNP  | DNP  | DNP  |

DNP = nicht teilgenommen

CUT = Cut nicht geschafft

„T“ geteilte Platzierung

Grüner Hintergrund für Siege

Gelber Hintergrund für Top 10